# ブチノリン
ブチノリン(Butinoline)は、鎮痙薬として用いられる抗コリン薬である。